# 노먼 주이슨
노먼 주이슨(Norman Jewison, CC, 1926년 7월 21일~2024년 1월 20일)은 캐나다의 영화 감독이다. 
1987년 영화 《문스트럭》을 통해 베를린 영화제 은곰상 감독상을 수상했다. 《문스트럭》과 함께, 영화 《밤의 열기 속으로》와 영화 《지붕 위의 바이올린》을 통해 아카데미 감독상 후보에 3회 오르기도 하였다.

## 작품 목록
- 40 라운즈 오브 트러블(1962)
- 스릴 오브 잇 올(1963)
- 센드 미 노 플라워스(1964)
- 디 아트 오브 러브(1965)
- 신시내티의 도박사(1965)
- 러시안스(1966)
- 밤의 열기 속으로(1967)
- 토마스 크라운 어페어(1968)
- 게일리, 게일리(1969; 영국 개봉명은 '시카고, 시카고')
- 지붕 위의 바이올린(1971)
- 지저스 크라이스트 슈퍼스타(1973)
- 롤러볼(1975)
- 투쟁의 날들(1978)
- 용감한 변호사(1979)
- 베스트 프렌드(1982)
- 솔저 스토리(1984)
- 신의 아그네스(1985)
- 문스트럭(1987)
- 참전 용사(1989)
- 타인의 돈(1991)
- 온리 유(1994)
- 보거스(1996)
- 허리케인 카터(1999)
- 디너 위드 프렌즈(2001)
- 스테이트먼트(2003)